# Forte Larino
Il forte Larino è un forte militare austro-ungarico, situato a Lardaro, in provincia di Trento, nella valle del Chiese. Il forte appartiene allo "Sbarramento di Lardaro" del "Subrayon III" del grande sistema di fortificazioni austriache al confine italiano. Era posto là dove la Valle del Chiese si stringe e permetteva un ottimo controllo del territorio adiacente.

## Descrizione

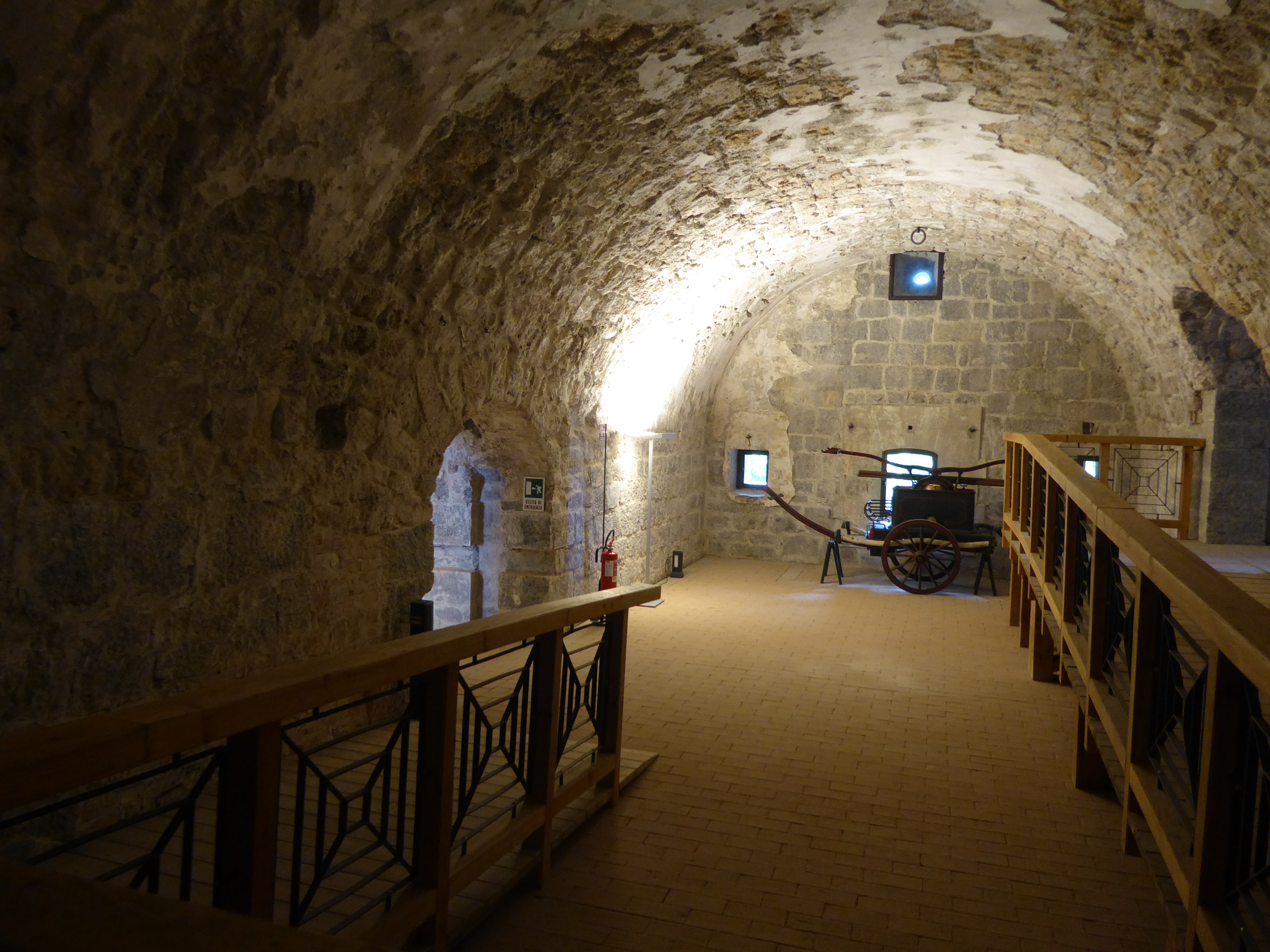
Una delle stanze interne

La tagliata fu costruita nel 1860 allo scopo di difendere la strada proveniente dal territorio bresciano, recentemente diventato territorio italiano.
Il forte è stato un bell'esempio di architettura fortificata, con conci di granito lavorati a scalpello e circondato da un fossato continuo.
Ha avuto un ruolo importante nella terza guerra di indipendenza e nella prima guerra mondiale. Ha fatto parte di un insieme di fortificazioni: lo sbarramento di Lardaro, che comprendeva inoltre il forte Corno (raggiungibile con un sentiero), il forte Danzolino, il forte Cariola, il forte Revegler. Dal 2006 al 2008 è stato soggetto a restaurazioni.

## Armamento
- 4 cannoni da 150 mm Mod. 61;
- 4 cannoni da 80/5 in barbetta in seguito sostituiti da 4 cannoni da 90/75 da campagna in cannoniera minima.